# Stensjöberg
Stensjöberg är ett område i nordöstra delen av kommundelen Östra Mölndal (motsvarande Stensjöns distrikt) i Västra Götalands län. Området är beläget norr om Stensjön.

## Historik
Gården Stensjöberg inköptes år 1863 av timmerhandlaren Nils Larsson, tidigare förvaltare på Kristinedal. Byggnaden, uppförd i grovt timmer på en grund av natursten, mätte 10 gånger 15 meter och hade två våningar. Genom pålning och utfyllnad i sjön gavs plats åt timmerupplag, isbinge, åkeri och bryggor. Sonen Lars A. Larsson etablerade en åkeriverksamhet där, sedan timmerhanteringen minskat i och med byggandet av Boråsbanan 1894. Transporterna skedde inledningsvis med 15 arbetshästar, men år 1933 övergick man till lastbilar och hästarna såldes på auktion den 30 mars samma år. Åkeriverksamheten och gården såldes 1949 till "Johan på Gårda". Stallbyggnaden, som kom att innehålla lagerverksamhet, brann ner på 1980-talet. Våren 1950 etablerades en kiosk, strandservering och båtuthyrning, vilka drevs fram till 1983.
Isbingen uppfördes omkring år 1900 och mätte 20 gånger 25 meter. Is sågades i Stensjön och lagrades, isolerad med sågspån, i isbingen. Isen såldes till mejerier, affärer, restauranger och andra. I slutet av 1940-talet upphörde ishanteringen och isbingen revs, då kylskåpen gjorde att naturis inte behövdes för att bevara maten.

## Området idag
Området är numera bebyggt med 27 villor i funkisstil. Stensjöbergs mangårdsbyggnad brann ner den 28 april 2015.